# Pelegrí d'Auxerre
Pelegrí d'Auxerre o Peregrinus en llatí (261 - † ca. 304) és venerat com el primer bisbe d'Auxerre i el constructor de la primera catedral de la ciutat. Segons les tradicions locals era un sacerdot que fou designat pel Papa Sixt II per evangelitzar aquesta zona per demanda dels cristians que vivien a la Gàl·lia. Va predicar a Marsella, Lió i va convertir al cristianisme la major part de la població d'Auxerre.
A Intaranum, l'actual Entrains-sur-Nohain, Pelegrí va fer enfurismar el governador a causa que instava el poble a abandonar el culte pagà. Els habitants del lloc solien venerar un temple dedicat al déu Júpiter.
Segons el Martyrologium Hieronymianum, Pelegrí fou torturat i decapitat a Baiacus, l'actual Nièvre, durant la persecució de Dioclecià.
El seu fervent seguidor Jovinià, venerat també com a sant, fou martiritzat amb ell, i altres companys com el sacerdot Mars, el diaca Corcodomus i el sotsdiaca Júpiter.

## Veneració
Els historiadors postulen que Pelegrí probablement no era un bisbe, sinó un mer missioner que havia acabat a les zones rurals d'aquesta regió. Fos com fos, al segle ix, els clergues d'Auxerre el van fer màrtir i el primer bisbe de la ciutat.
Al segle vii, algunes de les seves relíquies foren traslladades des de Bouhy a la basílica de Saint-Denis. El Papa Lleó III ordenà la construcció de l'església de Sant Pelegrí a Numachia, dedicada a Sant Pelegrí a Roma, sobre el Francorum Hospitale i que va servir precisament per als pelegrins.
El 1645 es van fer unes obres a l'altar de l'església de Bouhy, on van descobrir un crani humà. Després de la investigació, van considerar que els ossos pertanyien a les relíquies de Pelegrí, i van tornar el crani a Auxerre.